# آربن باجراکتاراج
آربن باجراکتاراج (زاده ۲۹ ژانویه ۱۹۷۳) بازیگر فرانسوی با اصالت کوزویایی است باجراکتاراج در بسیاری از فیلم‌های فرانسوی و همچنین نقش‌هایی در فیلم‌های بین‌المللی مانند ادن لاگ و سکس ترافیک بازی کرده است. او اغلب در فیلم‌هایی مانند ربوده‌شده و بازگشت نقش عوامل سندیکای جنایی را به تصویر کشیده است. او همچنین برای بازی در نقش آنتونین دالاهوف مرگ‌خوار در فیلم‌های هری پاتر شهرت دارد. او در طول زندگی حرفه‌ای خود با کارگردانان متعددی مانند ژرار پیره، خاویر رویز، تونی گاتلیف و پی‌یر مورل کار کرده است.